# Laurent de Médicis (l'Ancien)
 (février 2012).
Si vous disposez d'ouvrages ou d'articles de référence ou si vous connaissez des sites web de qualité traitant du thème abordé ici, merci de compléter l'article en donnant les références utiles à sa vérifiabilité et en les liant à la section « Notes et références ».
Pour les autres membres de la famille, voir Famille de Médicis.
Laurent de Médicis dit l'Ancien (en italien Lorenzo di Giovanni de' Medici), né à Florence, v. 1395 et mort à Florence, en 1440, est un banquier italien  membre de la famille des Médicis. Il est le fils de Giovanni di Bicci De' Medici et de Piccarda de Bueri, le frère cadet de Cosme l'Ancien et le fondateur de la branche cadette de la famille dite des « Popolani » qui relèvera l'honneur de la famille au XVIe siècle avec Cosme Ier de Toscane (Cosimo I de' Medici) après l'extinction de la première branche.

## Biographie
De son mariage en 1416 avec Ginevra Cavalcanti il a trois enfants dont Pierfrancesco di Lorenzo de Médicis l'Ancien.

## Dans la culture
Laurent de Médicis dit l'Ancien est interprété par Stuart Martin dans la première saison de la série "Les Médicis : Maîtres de Florence". Le personnage apparaît dans les 8 épisodes de la saison.